# Sancti Spíritus
Sancti Spíritus (jelentése latinul ’Szentlélek [városa]’ vagy ’Szent lelkek’) Kuba egyik városa az ország szívében, a fővárostól, Havannától közúton kb. 390 kilométerre található, a sziget két végétől csaknem azonos távolságra.
1959-ben vált Sancti Spíritus tartomány székhelyévé. 2002-es adatok szerint 132 ezer fő él a településen.
Egyike Kuba legrégibb településeinek; 1514-ben alapították. Csak lassan növekedett, 1600-ban még csak 200 lakosa volt. Bár messze feküdt a tengerparttól, a kalózok így is rátaláltak és kirabolták. A hurrikánok is többször pusztították, ezért a hatóságok csak kőházak építését engedték meg. A város a cukornád-konjunktúra idején indult gyors fejlődésnek.

## Népessége
| 2012 | 138 504 |

## Nevezetes szülöttei
- Eglys Cruz (* 1980), lövész
- José Miguel Gómez (1858–1921), elnök
- Miguel Mariano Gómez (1890–1950), politikus
- Jorge Gonzalez (* 1967), koreográfus és modell
- Yumari González (* 1979), kerékpáros sportoló
- Yosvany Veitía (* 1992), boxoló

## Galéria

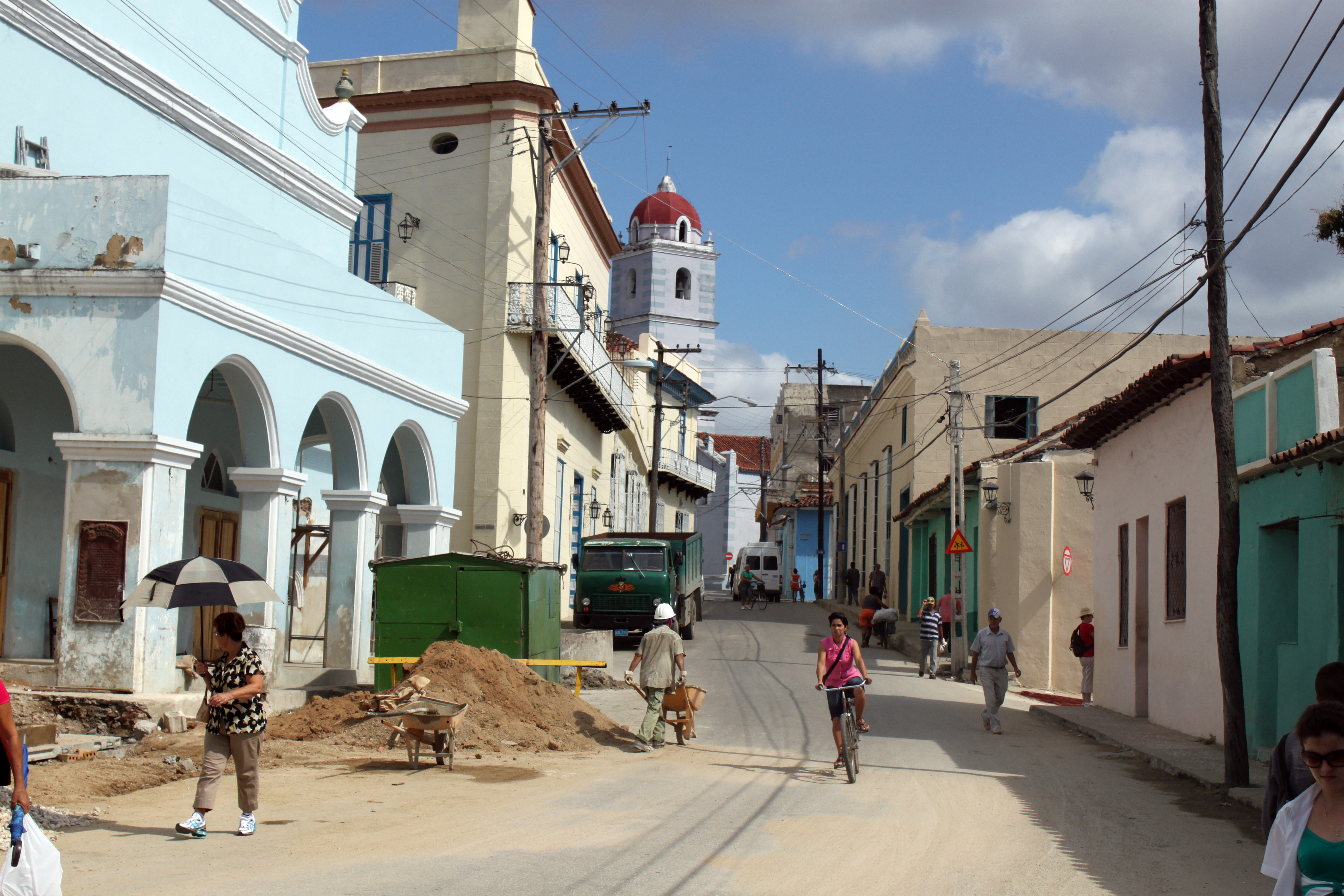
Utcakép
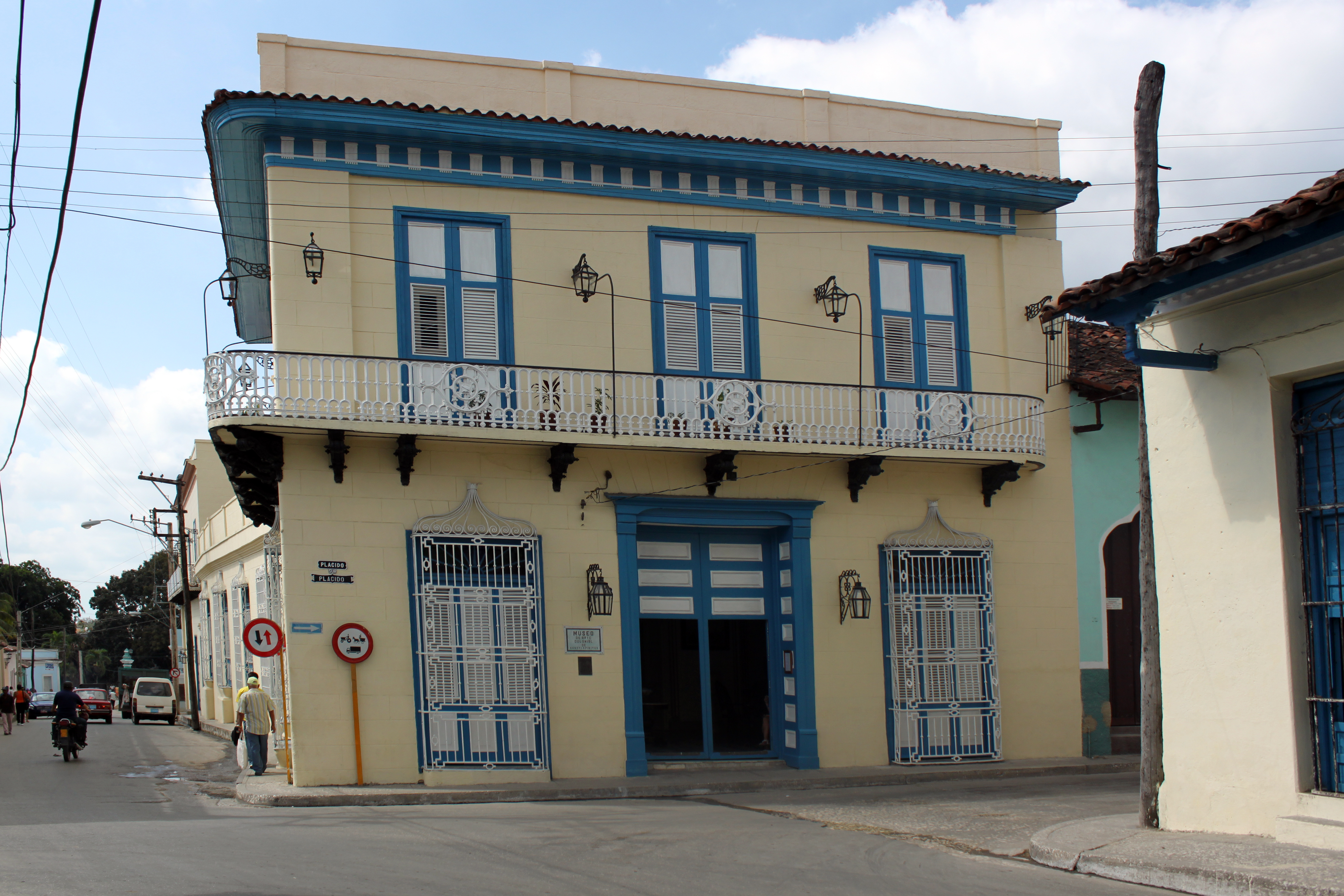
Museo de Arte Colonial
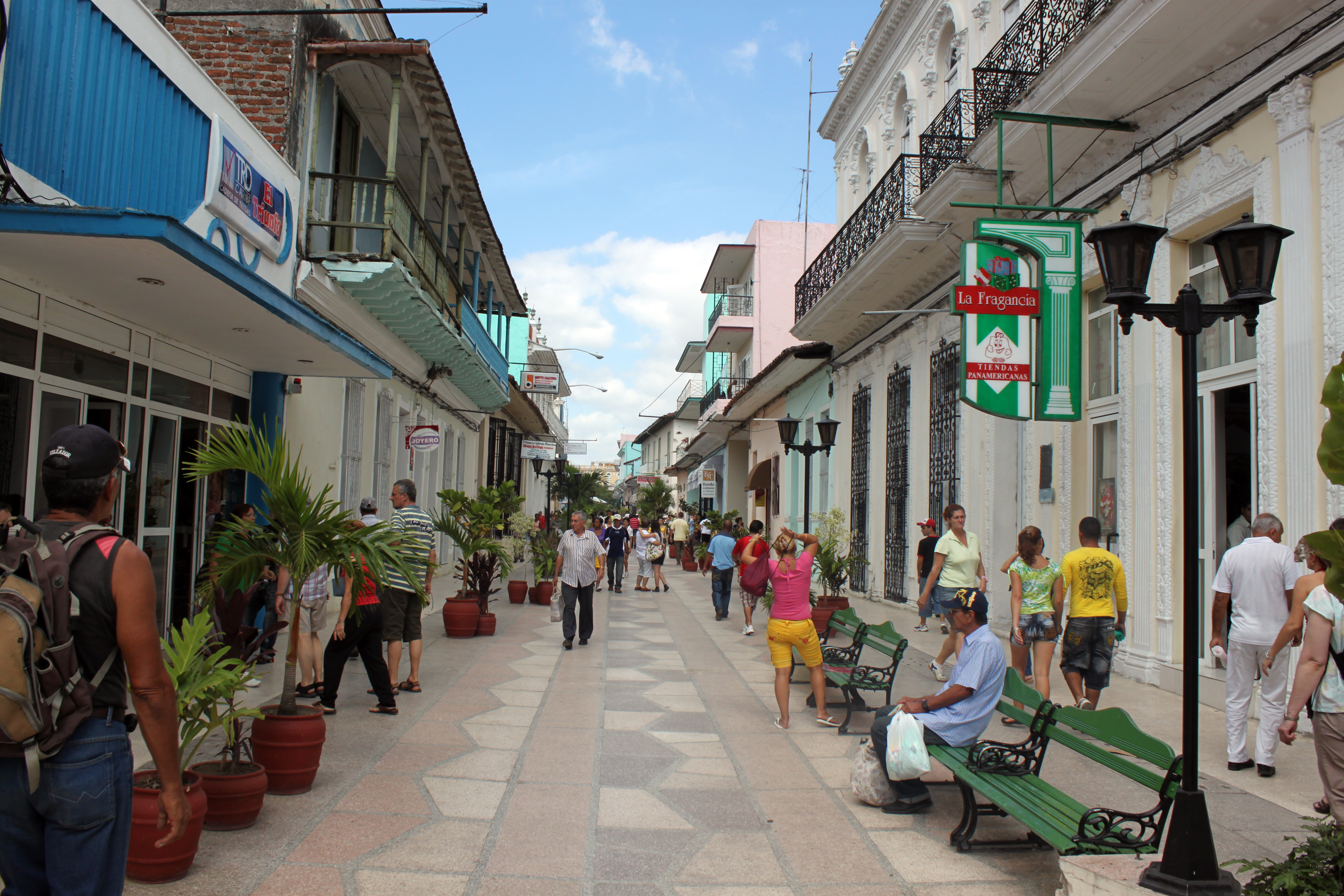
Sétálóutca
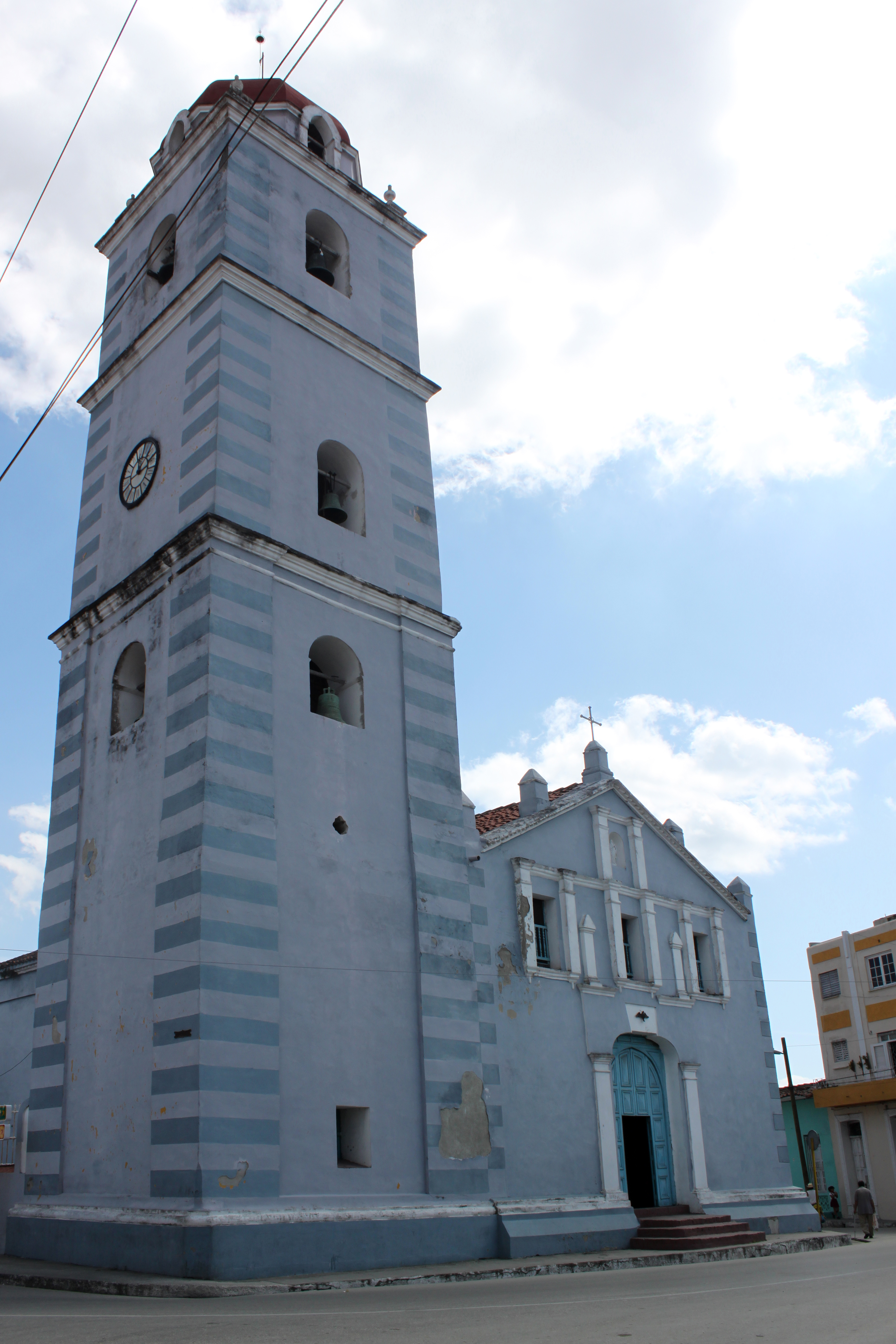
Katedrális